# Herb powiatu włoszczowskiego

Herb powiatu w latach 2001–2009

Herb powiatu włoszczowskiego – jeden z symboli powiatu włoszczowskiego, ustanowiony 10 listopada 2001, ze zmianą 9 lutego 2009.

## Wygląd i symbolika
Herb przedstawia na tarczy dwudzielnej w słup w polu prawym błękitnym krzyż patriarchalny (symbol województwa świętokrzyskiego), natomiast w polu lewym czerwonym godło herbu Starykoń ponad godłem herbu Łodzia (nawiązanie do rodu Szafrańców i Stefana Czarnieckiego).